# Juan Alonso

Anos               Clubes.                      Jogos e Gol(o)s
46-47            UD Logroñes.               (?)        (0) 
47-49            Racing de Ferrol          (?)        (0)
49-58            Real Madrid C.F          296       (0)
58-63            AD Plus Ultra                   (?)        (0)
Juan Adelarpe Alons o (Hondarribia, 13 de dezembro de 1927 – Hondarribia, 8 de setembro de 1994) foi um goleiro de futebol espanhol. Juanito Alonso fez fama pelo Real Madrid ao ser titular das conquistas da Taça dos Clubes Campeões Europeus (atual Liga dos Campeões da UEFA) em 1956, 1957 e 1958 e da La Liga em 1954, 1955, 1957, 1958. Ele também ganhou o Troféu Zamora por ter sido considerado o melhor goleiro da temporada da La Liga de 1954–55 e é considerado um dos melhores goleiros da história do Real Madrid.
Antes do Real (1949–1958), atuou no Logroñés (1946–1947) e Racing de Ferrol (1947–1949); depois encerrou sua carreira no Plus Ultra (1958–1963). Fez dois jogos pela seleção espanhola.

## Títulos
Real Madrid
- Taça dos Clubes Campeões Europeus: 1955–56, 1956–57, 1957–58, 1958–59, 1959–60
- La Liga: 1953–54, 1954–55, 1956–57, 1957–58
- Copa Intercontinental: 1960

Individual
- Troféu Zamora: 1954–55.